# Liberté (Résistance)
Pour les articles homonymes, voir Liberté (homonymie).
Liberté est une parution clandestine de la Résistance française fondée par François de Menthon à Marseille, comme la plupart des mouvements de résistance du tout début de l'Occupation. Dès la fin 1941, il fusionne avec le journal Vérités d'Henri Frenay, donnant naissance au journal Combat.

## Histoire
François de Menthon, prisonnier lors de la campagne de 1940 et évadé, prend contact avec plusieurs personnes refusant la défaite à Royat, Clermont-Ferrand et Vichy ; surtout des professeurs de droit comme lui : Pierre-Henri Teitgen, René Capitant, Marcel Prélot, Alfred et Paul Coste-Floret avec qui il décide d'agir. Il rédige un premier texte dans son château près d'Annecy qui devient le premier numéro de Liberté. Le groupe diffuse tout de suite cette première feuille polycopiée, qui fonde le journal, le 25 novembre 1940.
La première tâche du journal est de convaincre les français que la guerre n'est pas perdue, et de lutter contre le défaitisme.
Au début de sa parution, Liberté hésite quant à la véritable intention de Pétain vis-à-vis des Allemands, et un respect certain subsiste pour la personne du maréchal. La rupture avec Pétain s'amorce après l'été 1941. 
Au cours de 1941, de nombreux démocrates chrétiens se regroupent autour du journal, qui se développe fortement, atteignant jusqu'à 50.000 exemplaires,. Le journal connait 10 numéros en tout avant sa fusion avec Vérités pour créer Combat, son dernier numéro paraissant le 1er octobre 1941.